# Calophyllum inophyllum
Calophyllum inophyllum, calófilo o tamanu, es un gran árbol de hoja perenne. Originaria de África Oriental, India, la costa sur de Malasia y Australia.

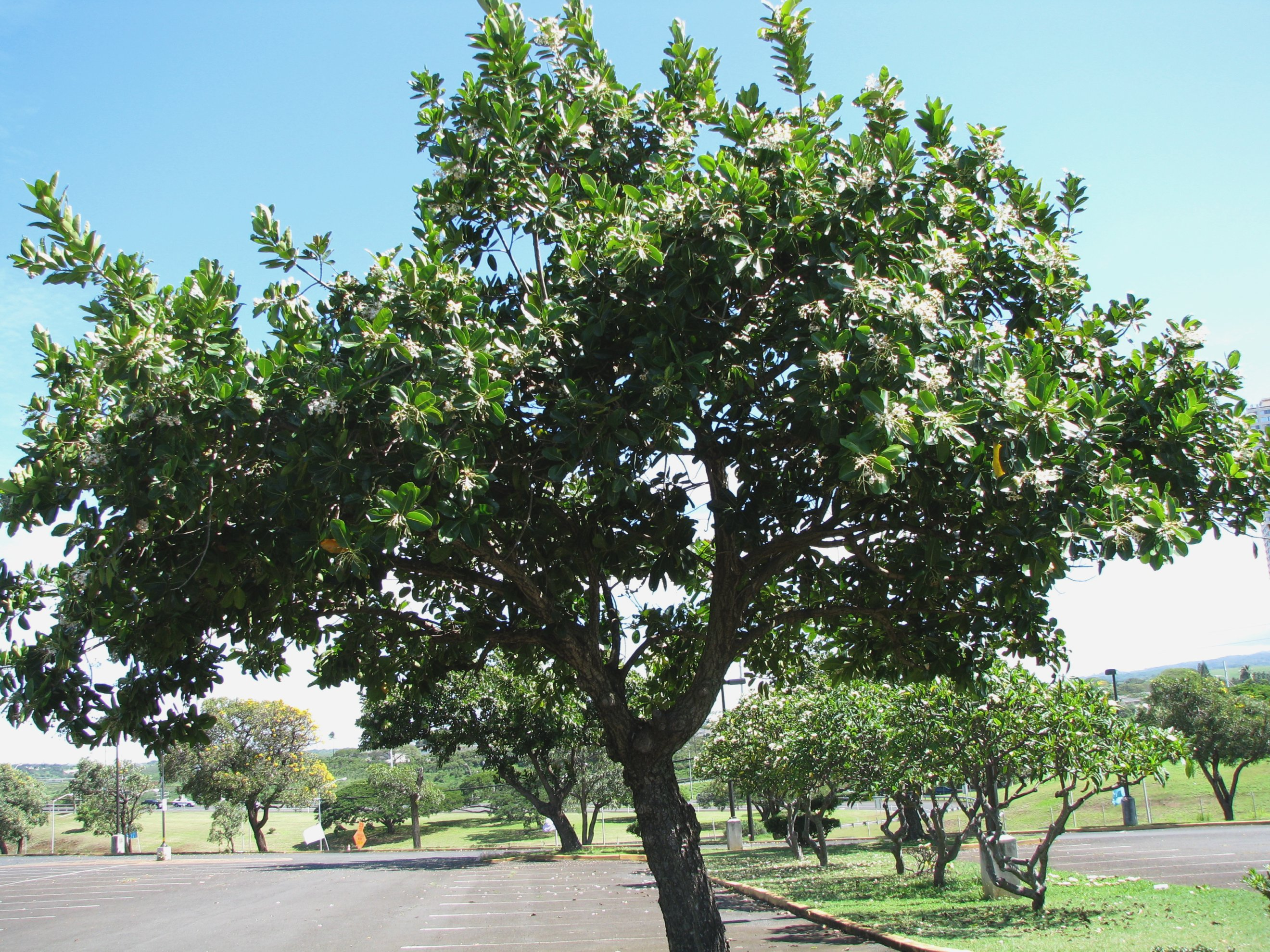
Vista del árbol

## Distribución
Hoy en día es ampliamente cultivada en todas las regiones tropicales del mundo, incluyendo varias islas del Pacífico. Debido a sus hojas decorativas, flores fragantes y de la corona expandida, es conocida como planta ornamental.

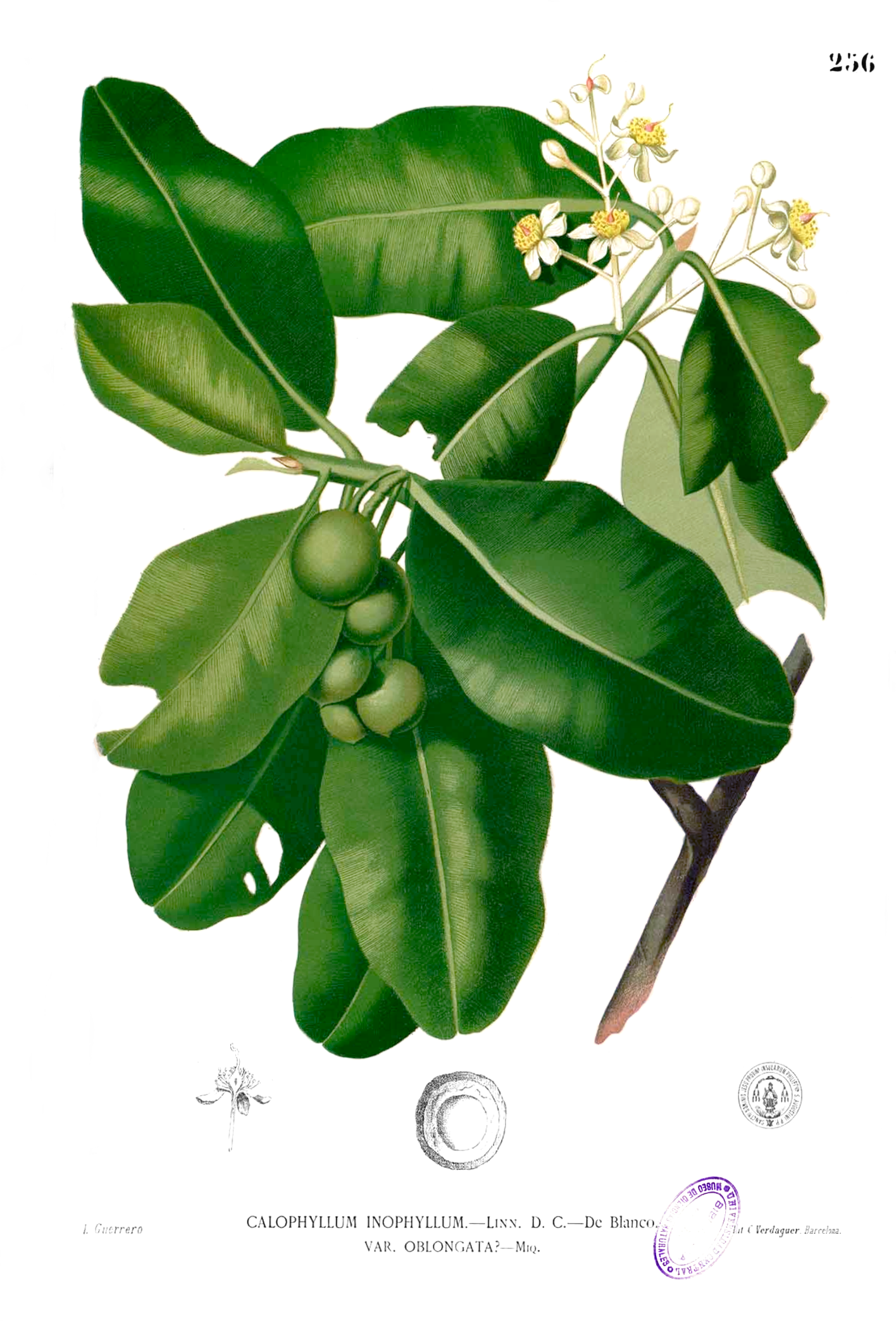
Ilustración

Frutos

## Descripción
Se trata de un árbol de crecimiento lento, con una corona amplia e irregular. Por lo general, alcanza de 8 a 20 metros de altura. La flor es de 25 milímetros de ancho y se produce en racimos o panículas en inflorescencias con 4 a 15 flores. La floración puede ocurrir durante todo el año, pero por lo general se observan dos períodos distintos de floración, a finales de primavera y en otoño. El fruto es una drupa verde de 2 a 4 centímetros de diámetro y con una sola semilla grande. Cuando madura, la fruta está arrugada y su color varía del amarillo al rojo oscuro.
Este árbol crece a menudo en las regiones costeras, así como los bosques cercanos de tierras bajas. Sin embargo, también se ha cultivado con éxito en las zonas interiores a altitudes moderadas. Tolera variados tipos de suelos, arena costera, arcilla o incluso suelos degradados. 

## Usos
Además de ser una planta ornamental popular, su madera es dura y fuerte y se ha utilizado en la construcción o la construcción naval. En las islas del Pacífico su madera es utilizada para la construcción de la quilla de sus canoas mientras que los barcos se hacen con madera del árbol del pan (Artocarpus altilis). Las semillas producen un espeso aceite de color verde oscuro para el uso medicinal o como grasa para el pelo. Los ingredientes activos en el aceite se cree que regenera el tejido, por lo que es buscado por los fabricantes de cosméticos, como ingrediente de las cremas para la piel. 
Principios activos: El fruto es rico en un aceite que produce una masa pastosa (mal llamada bálsamo) rica en triglicéridos y que contiene derivados de tipo 4-arilcumarínico: calofilólido, inofilólido, cis-dihidroinofilólido, etc.
Indicaciones: Reputado cicatrizante y antiulceroso. Analgésico en casos de quemaduras. En 1992, la demostración de las propiedades antivirales de los calanólidos, suscitó el interés por este género de plantas, debido a su acción inhibidora sobre el VIH-1, incluyendo cepas resistentes al AZT.
Otros usos: El aceite de tamanu se usa en cosmética, sobre todo en cosmética natural.

## Taxonomía
Calophyllum inophyllum fue descrita por Carlos Linneo y publicado en Species Plantarum 1: 513–514. 1753.
Etimología
Calophyllum: nombre genérico que deriva  del griego kalos, "bello", y phyllon, "hoja" y que significa "hoja bella",
inophyllum: epíteto compuesto de inops = débil, indefenso y phyllum" hoja.
Sinonimia:
- Balsamaria inophyllum Lour.
- Calophyllum apetalum Blanco
- Calophyllum bingator Roxb.
- Calophyllum blumei Wight
- Calophyllum ovatifolium Noronha
- Calophyllum spurium Choisy
- Calophyllum wakamatsui Kaneh.[4]

## Nombres comunes
- bittaog de Filipinas, palo María de Filipinas, tacamaca de Filipinas[5]